# Futyuri mint detektív
A Futyuri mint detektív 1966-ban bemutatott magyar rajzfilm, amely Csermák Tibor utolsó animációs filmje. Az animációs játékfilm rendezői Csermák Tibor és Cseh András. A forgatókönyvet Végh György írta, a zenéjét Szokolay Sándor szerezte. A mozifilm a Pannónia Filmstúdió gyártásában készült.

## Rövid történet
Futyuri, a rakoncátlan kisfiú álmában számos kalandot él át, s detektívként eltűnt bélyegeit is felkutatja.

## Alkotók
- Mesélő: Psota Irén, Szirmay Márta
- Rendezte és tervezte: Csermák Tibor, Cseh András
- Írta: Végh György
- Zenéjét szerezte: Szokolay Sándor
- Operatőr: Harsági István
- Hangmérnök: Horváth Domonkos
- Vágó: Czipauer János
- Gyártásvezető: Bártfai Miklós, Sárospataki Irén

Készítette a Pannónia Filmstúdió